# RC Tatra Smíchov
Il RC Tatra Smíchov ("Associazione rugbistica Tatra Smichov") è una società di rugby di Praga fondata nel 1958.

## Palmarès

### Competizioni nazionali
- Campionato ceco di rugby a 15: 7
1994-95, 1996-97, 2002-03, 2006-07, 2008, 2012-13, 2018